# Guns N’ Roses
A Guns N’ Roses amerikai hard rock együttes, amelyet 1985-ben alapítottak a kaliforniai Los Angelesben. Amikor 1986-ban leszerződtek a Geffen Recordshoz, a zenekar Axl Rose énekesből, Slash szólógitárosból, Izzy Stradlin ritmusgitárosból, Duff McKagan basszusgitárosból és Steven Adler dobosból állt. A jelenlegi felállás Rose, Slash, McKagan, Richard Fortus gitáros, Frank Ferrer dobos, valamint Dizzy Reed és Melissa Reese billentyűsökből áll.
A Guns N’ Roses debütáló albuma, az Appetite for Destruction (1987) egy évvel a megjelenése után érte el az amerikai Billboard 200-as lista első helyét az olyan Top 10-es kislemezeknek köszönhetően, mint a Welcome to the Jungle, a Paradise City és a Sweet Child o’ Mine; utóbbi az együttes egyetlen listavezető dala a Billboard Hot 100-on. Az albumból világszerte mintegy 30 millió példányt adtak el, ebből 18 milliót az Egyesült Államokban, ezzel az ország legkelendőbb debütáló albuma, összességében pedig a tizenegyedik legsikeresebb albuma lett. Következő stúdióalbumuk, a G N’ R Lies (1988) a Billboard 200-as lista második helyét érte el, világszerte tízmillió példányban kelt el (ebből ötmillió az Egyesült Államokban), és megjelent róla a Patience című Top 5-ös dal. A Use Your Illusion I és Use Your Illusion II, melyeket egyidejűleg vettek fel és 1991-ben jelentek meg, a Billboard 200-as listán a második, illetve az első helyen debütáltak, és összesen 35 millió példányban keltek el világszerte (ebből 14 millió darab az Egyesült Államokban). Az Illusion albumokon található a You Could Be Mine című kislemez, a Live and Let Die és a Knockin’ on Heaven's Door feldolgozásai, valamint egy balladákból álló trilógia (Don’t Cry, November Rain és Estranged), amelyekhez feltűnően nagy költségvetésű videóklipek készültek. A felvételeket a Use Your Illusion turné népszerűsítette, amely 1991 és 1993 között futott. 1993-ban megjelent a feldolgozásokat tartalmazó “The Spaghetti Incident?” című albumuk; az utolsó, amelyen Slash és McKagan közreműködött a kezdeti távozásuk előtt.
A következő album munkálatai a zenekar tagjai közötti kreatív nézeteltérések és személyes konfliktusok miatt megrekedtek; 1998-ra már csak Rose és Reed maradt az Illusion-korszak felállásából. Rose, aki indusztriális és elektronikus elemekkel akarta bővíteni a zenekar hangzását, eklektikus zenészeket szerződtetett, többek között a punk basszusgitáros Tommy Stinsont, a gitáros Bucketheadet, a szintetizátoros Chris Pitmant és a Nine Inch Nails több turnézó tagját. Egy évtizednyi munka után megjelent a Guns N’ Roses hatodik stúdióalbuma, a Chinese Democracy (2008), amelynek első kislemeze a címadó dal volt. A 14 millió dollárra becsült gyártási költségével a történelem legdrágább rockalbuma. A Billboard 200-as listán a harmadik helyen debütált, de a többnyire pozitív kritikai fogadtatás ellenére alulmúlta az iparági várakozásokat. A nagyszabású Chinese Democracy turnét követően Slash és McKagan 2016-ban visszatértek az együttesbe és turnéra indultak a Not in This Lifetime... (2016–2019) keretein belül. A turné 2019-es befejezésekor minden idők harmadik legnagyobb bevételt hozó koncertturnéja volt, több mint 584 millió dolláros bevételt hozva.
Karrierjük elején a zenekar hedonizmusa és lázadó szellemisége miatt a korszak a fiatal Rolling Stoneshoz hasonlította őket. A zenekar klasszikus felállását a későbbi tagokkal, Reeddel és Matt Sorum dobossal együtt 2012-ben, a jogosultság első évében beiktatták a Rock and Roll Hall of Fame legendái közé. A Guns N’ Roses a rocktörténelem egyik legsikeresebb zenekara, világszerte több mint 100 millió felvételt adtak el, ebből csak az Egyesült Államokban 46 milliót.

## Történet

### A kezdeti formáció (1985–1987)
A zenekart 1985-ben alapította Axl Rose énekes és Izzy Stradlin gitáros, akik a Hollywood Rose tagjai voltak. A többi tagot az L.A. Guns zenészei tették ki: Tracii Guns – gitár, Ole Beich – basszusgitár és Rob Gardner – dob). 1985 márciusában vették fel a Guns N' Roses nevet, miután elvetették a Heads of Amazon és az AIDS ötleteket. Ole Beich-et közös megegyezéssel kirúgták, helyére Duff McKagan került, aki korábban a Road Crew tagja volt. 1985 júniusában Duff Seattle-béli kapcsolatai révén leszervezett néhány fellépést a zenekarnak, de Tracii és Rob különösebben nem volt oda a fellépésekért. Egy időre Tracii helyét Slash vette át, aki korábban már zenélt Duffal a Road Crew-ben, de Izzy oldalán is a Hollywood Rose-ban. Majd végül Duff kérésére Slash-sel fejezték be a többi koncertet is, aki magával hozta jó barátját, Steven Adler dobost is. Így alakult ki az első stabil, klasszikusnak is nevezett felállás:
- Axl Rose – ének
- Slash – gitár
- Izzy Stradlin – gitár
- Duff McKagan – basszusgitár
- Steven Adler – dob

Néhány nap gyakorlás után megkezdték saját szervezésű The Hell Tour turnéjukat Seattle-be. Az út nem volt sikeresnek nevezhető. Minimális felszerelésükkel indultak útnak egy autóval, mely száz mérföld után lerobbant. Végül eljutottak Seattle-be, de az érdeklődés hiánya miatt lemondták a legtöbb fellépésüket és az ígért pénznél is kevesebbet kaptak. Az első fellépésük az Omni Roomban volt 13 néző előtt. Ezt követően a zenekar visszament Los Angelesbe és folytatták a próbákat, Sunset Boulevard-on.
1985 végén Los Angeles-i klubokban léptek fel (Whiskey A Go-Go, the Roxy, the Water Club, the Troubadour, Scream) és demókat készítettek. A fellépéseken már játszották olyan későbbi dalaik korai verzióit, mint a Reckless Life, az It's So Easy, és a Don’t Cry. Emellett feldolgozások tették ki a műsort olyan előadóktól, mint az Aerosmith, a Rolling Stones vagy Elvis Presley.
A folyamatos koncertezésnek köszönhetően felfigyelt rájuk a Geffen Records és 1986. március 25-én aláírtak egy szerződést a kiadóval. Menedzserként szóba került Tim Collins, aki az Aerosmith ügyeit is intézte, de miután alkoholt rendeltek a hotelben az ő számlájára, meggondolta magát. Végül Alan Niven lett a menedzserük. 1986 nyarán elkezdték felvenni a dalokat, melyek később az első albumra kerültek.
1986 végére elkészült a lemez, és megkezdődtek a keverési munkálatok.

#### Live?!*@ Like a Suicide
A nagylemez munkálatai miatt kénytelenek voltak felhagyni az aktív klubkoncertezéssel, ezért, hogy az érdeklődést fenntartsák, a Geffen kiadott egy négyszámos EP-t Live ?!*@ Like a Suicide címmel.
A lemez mindössze 10 ezer példányban jelent meg, vinyl és kazetta formátumokban. Eredetileg a dalokat nem élőben vették fel, a közönség hangjait csak később keverték alá a felvételekhez. Eredetileg egy régi dal, a Shadow of Your Love is felkerült volna az EP-re, ám ezt a tervet elvetették. A négy dalt két feldolgozás (Rose Tattoo – Nice Boys és Aerosmith – Mama Kin) és két saját szerzemény (Move to the City és Reckless Life) teszi ki. 1986-ban, Halloweenkor felléptek az UCLA's Ackerman Ballroomban, és a Thelonious Monster-nek, a The Dickies-nek, valamint a Red Hot Chili Peppers-nek nyitottak.
1988-ban újra megjelentették a Live ?!*@ Like a Suicide-ot, a G N’ R Lies albumon, amire további négy dal is felkerült, ennek ellenére az eredeti kiadás a gyűjtők értékes darabjai közé tartozik.
A zenekar első európai fellépésére 1987. június 19-én került sor a londoni Marquee klubban. A sajtó negatívan viszonyult hozzájuk, ráadásul a fellépés is nagyon rosszul sikerült, a közönség nagy része részeg volt.

### Appetite for Destruction,G N’ R Lies(1987–1989)

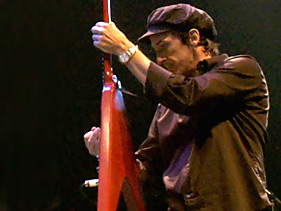
Izzy Stradlin, a zenekar ritmusgitárosa 2009-ben

A zenekar első albuma az Appetite for Destruction 1987. július 21-én jelent meg. Az album borítójával kapcsolatban problémák merültek fel. Az eredeti lemezborítót Robert Williams készítette; a rajzon egy pengefogú szörny éppen ráugrik egy robotra, ami vélhetően megerőszakolta a kerítés tövében fekvő nőt. Miután több kereskedő megtagadta ezzel a borítóval az album forgalmazását, így a kiadó kompromisszumra kényszerült, és a képet a lemezborító belsejébe rakták, előre pedig egy kereszt került, rajta öt koponyával (Billy White tervezte, és eredetileg tetoválás lett volna). Az öt koponya a zenekar tagjait ábrázolta.
A producer Mike Clink volt, aki korábban már Ozzy Osbourne-nel és a Heart-tal is dolgozott. Elsőként a Welcome to the Jungle-t adták ki kislemezként, és videót is forgattak hozzá. Az album nem keltett különösebb feltűnést, underground körökben azonban sikeres lett. A lemez Ian Astburynek is megtetszett, így felajánlotta, hogy zenekara a The Cult elviszi őket észak-amerikai turnéjukra. Az Electric turné keretében augusztusban és szeptemberben bejárták Kanadát, és a nyugati partvidéket.
1987 szeptemberében újabb európai koncertekre került sor, melynek részét képezte egy öt helyszínes brit turné a Faster Pussycat-tel. Eredetileg az Aerosmith-szel léptek volna fel, de azok az utolsó pillanatban visszamondták a turnét.
Októberben ért véget a körút és ezután a zenekar visszatért az Egyesült Államokba további fellépésekre.
1987. október 24-én a zenekar vendégként szerepelt az MTV Headbangers Ball című műsorában. A műsor készítői azt mondták a zenekarnak, hogy "rendezzék át" kicsit a berendezést. A Guns N' Roses ripityára törte az egész díszletet. Ez volt a zenekar első valódi megjelenése, lassan kezdtek bekúszni a mainstreambe is.
Ezt segítette elő az 1987 novemberében Amerika közép-nyugati részén induló újabb turné, mely során a népszerűsége csúcsán lévő Mötley Crüe előzenekaraként léphettek fel. A turné egyik hírhedt incidense volt Nikki Sixx kábítószer túladagolása, akit Steven Adler mentett meg a haláltól. Ezt követően Alice Cooper társaságában is lebonyolítottak egy rövidebb turnét.
1988 elején bevonultak a Rumbo Studio-ba és felvettek néhány akusztikus dalt, mint például a Patiencet, a Used To Love Hert, a One In A Milliont, a Cornchuckert és az újrafeldolgozott You're Crazyt. Ezeket amolyan "töltelékdaloknak" szánták, esetleg egy EP-nek.
Ezt követően kezdetét vette az első olyan turné, ahol főzenekarként játszottak. Rose és a zenekar között ekkor már kezdtek kiéleződni az ellentétek. Rose ki is lépett a zenekarból, de három nap múlva visszatért. A turné februárban ért véget.
1988-ban kiadtak egy újabb EP-t Live from the Jungle címmel mely kizárólag Japánban jelent meg. A hat dalt tartalmazó kiadványt LP, kazetta és CD formátumokban jelentették meg. A borítón Robert Williams betiltott alkotása található, mely eredetileg az első albumhoz készült volna.

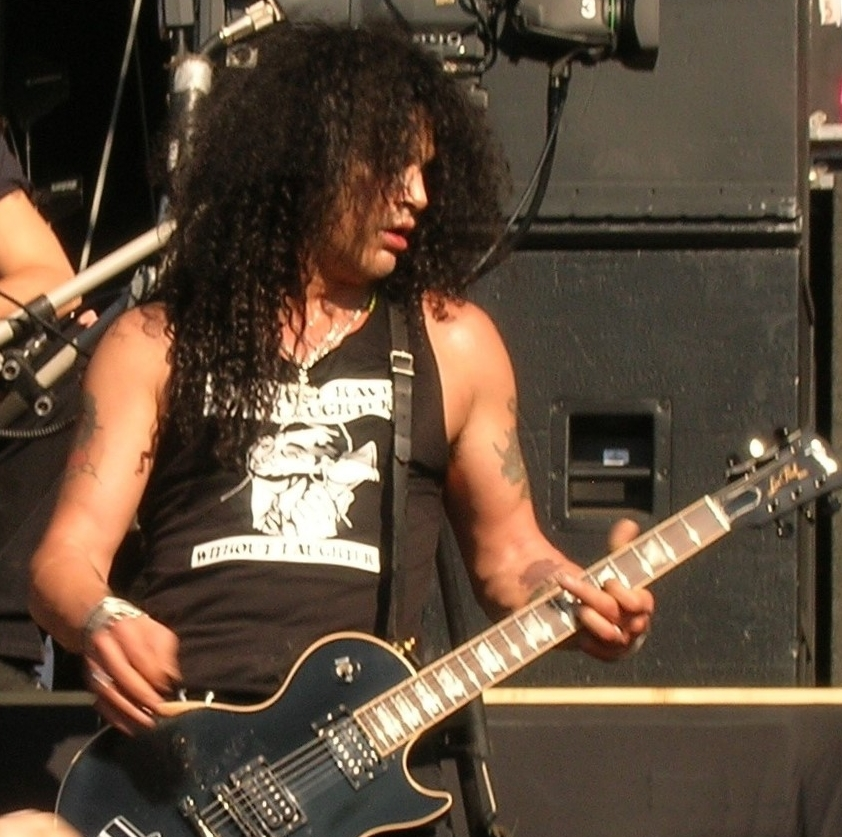
Slash, a zenekar emblematikus gitárosa

A debütáló lemez egy évre rá sem szerepelt sikeresen, ezért Alan Niven arra kérte a Geffen Records alapítóját David Geffent, hogy támogassa a zenekart, az MTV pedig rendszeresen tűzze műsorára őket. A Welcome to the Jungle videót eredetileg csak vasárnaponként adták le, de így is felfigyeltek rá a rock és punk rajongók.
Áprilisban felvették a második videóklipjüket a lemezhez, a Sweet Child O' Mine című dalhoz, mely a Ballroom-ban, a Kalifornia-i Huntington Park-ban készült. Ezenkívül kiadták kislemezen is. A dal nagy támogatást kapott mind a rádiók, mind az MTV részéről, így 1988 tavaszára hatalmas sláger lett, a kislemez pedig a Billboard Hot 100-as listáján az első helyre került.
A siker hatására a Welcome to the Junglet márciusban újra kiadták kislemezen, mely a 7. helyet érte el az Államokban. A Nightrain után a Paradise Cityt is megjelentették kislemezen, mely az 5. helyen nyitott. Így egyszerre három daluk is szerepelt a Top 10-ben (Paradise City, Welcome to the Jungle, Sweet Child O' Mine), melyek az albumot is elindították a siker útján. Április 23-án bejutott a Top 10-be, majd júliusban az első helyre került és ott is maradt jó ideig. 1991-re túllépte a 16 millió eladott példányt, manapság pedig már 38 millió felett értékesítettek belőle. Az Egyesült Államokban 18x platinalemez.
Ezt követően felkérést kaptak az Iron Maiden Seventh Son of a Seventh Son turnéjára előzenekarként. A körút '88 májusában startolt Kanadában. Noha a Guns N' Roses rock and roll-os zenéje nem nagyon illett a Iron Maiden energikus heavy metaljához, de a közönség nagyrészt pozitívan fogadta őket. A két csapat tagjai azonban a turné vége felé nem jöttek ki túl jól egymással. A turné végére Rose-nak gondjai voltak a hangjával és folyamatos késései is gondot jelentettek. Ezért a zenekar lemondta a hátralévő turnéállomásokat, de pár tag továbbra is színpadra lép az L.A. Guns-szal, akiket a Guns N' Roses helyett kértek fel. A turné júniusban ért véget.
Ezt követően saját fellépéseket szerveztek, majd júliustól két hónapos turnéra indultak, nagy példaképeik az Aerosmith elő zenekaraként. A turné során hatalmas stadionokban léphettek fel, majd a körút előrehaladtával a Guns hatalmas sztárbanda lett. Az előzenekar túlnőtt a főbandán, ezt tükrözte az is, hogy a Rolling Stone magazin az Aerosmith helyett a Guns N' Rosest tette a címlapjára.
A turné befejeztével augusztus 20-án Donington-ban léptek fel a Monsters of Rock fesztiválon. Itt fellépett még a KISS és az Iron Maiden. A színpad közelébe előrenyomuló rajongók közül kettőt halálra tapostak. A média nagy mértékben hibáztatta a zenekart a tragédia miatt. Ekkor aggatták rájuk "A világ legveszélyesebb zenekara" címet. Ezen túlmenően a zenekar viselkedése is negatív visszhangra lelt a médiában, ugyanis Duff, Slash, Izzy és Adler állandóan kábult állapotban jelent meg a színpadon.
1988. szeptember 7-én a zenekar fellépett az MTV's Video Music Awards-on és előadta a Welcome to the Jungle-t. Slash és Adler csatlakozott Steven Tyler-hez, Joe Perry-hez, Billy Idol-hoz és Tommy Lee-hez és előadták a Wild Thing-et.
1988. december 6-án a Geffen kiadta a G N’ R Lies című albumot. Az eredeti címe: Lies! The Sex, The Drugs, The Violence, The Shocking Truth lett volna de valaki a Geffen-nél megjegyezte, hogy a név túl hosszú. Így aztán G N' R Lies-ra keresztelték át. A lemez a Billboard lista 2. helyén debütált, így a Guns lett az egyetlen olyan csapat a 80-as években, melynek egyszerre két albuma szerepelt a Top 5-ben. Az albumból több mint 12 millió példány kelt el. Az első négy dal megegyezik az 1986-ban megjelent Live ?!*@ Like a Suicide című EP dalaival. Az utolsó négy dalt pedig akusztikus gitárral vették fel. A borító voltaképp a bulvárlapok és azok címlapjának a paródiája. A média rasszizmussal és homofóbiával vádolta Rose-t, mivel a One in a Million című dalban a "nigger" és a "buzi" kifejezéseket használja. A frontember, hogy védekezzen ezek ellen, a CD-s kiadásra rárakatta a Woman Is the Nigger of the World című dalt.
Rose 1990-ben egy MTV-nek adott interjúban kifejtette, hogy az állítások alaptalanok, különösen annak ismeretében, hogy Slash is félig fekete. Elmondása szerint a szöveg a faji és társadalmi problémákra hívta fel a figyelmet. Továbbá arra is felhívta a figyelmet, hogy ő maga is példaképként tekint egy-egy homoszexuális vagy biszexuális énekesre, mint Freddie Mercury vagy Elton John.
Decemberben a zenekar Japánban, Új-Zélandon és Ausztráliában lépett fel.
1989 februárjában közösen lépnek fel más előadókkal. Adler és McKagan csatlakozik Steve Lukather-hez (Toto) és még sok más zenészhez, hogy Los Angeles-ben, a Roxy-ban ünnepeljék a Beatles The Ed Sullivan Show-ban való fellépésének 25. évfordulóját.
Steven és Slash előadja a Paranoid-ot Ozzy Osbourne-nal az Irvine Meadows-ban megtartott koncerten.
Még februárban rögzítik a Patience videoját, a kislemez pedig a 4. helyre kerül a slágerlistán.
1989 augusztusában Slash csatlakozott a Great White-hoz a Reebok vízi színpadon, Manhattanben, hogy előadják a Jumping Jack Flash-t, Axl pedig Tom Petty-hez Syracuse-ban, hogy előadják a Free Fallin-t és a Knockin’ on Heaven’s Door-t.
1989. szeptember 11-én a Guns n' Roses nyert a Legjobb Heavy Metal/Hard Rock Video kategóriában az MTV Video Music Awards-on. Emellett megkapták a legjobb új előadónak járó díjat is. Az eseményen McKagan és Slash láthatóan ittas állapotban jelent meg és bőven káromkodtak is.
Végül Rose azzal fenyegette meg őket, hogy feloszlatja a zenekart, ha folytatódik a súlyos kábítószer fogyasztás. Ezt követően pár fellépés erejéig a Rolling Stones társaságában koncertezhettek. Rose az első koncerten azzal fenyegetőzött, hogy elhagyja a zenekart, ha a többi tag nem szokik le a kábítószerről. Ezt mondta:
| „          | Utálom ezt színpadon csinálni. De már minden mást kibaszott módon megpróbáltam. És hacsak a zenekar bizonyos tagjai nem szedik össze magukat, ez lesz az utolsó Guns n' Roses fellépés, amit láttatok. Mert már belefáradtam, hogy túl sok ember táncol ebben a csapatban az átkozott Mr. Brownstone-nal (heroin). | ” |
| – Axl Rose | |   |

### Hírnév és szerencse (1990–1993)

#### Use Your Illusion
1990. január 22-én Slash és McKagan újra botrányt csaptak, amikor az American Music Awards gáláján trágár kifejezéseket használtak.
Némi pihenő után Slash és Duff Iggy Pop-pal dolgozott együtt a Brick by Brick című album felvételein.
Még ebben a hónapban Rose a "zenei fejlődés" értelmében bevette a zenekarba Dizzy Reed billentyűst. Ekkortájt Steven Adler drogozása egyre súlyosabb méreteket kezdett ölteni, mely teljesítményére is jelentősen kihatott. Így a zenekar közös megegyezéssel a kirúgása mellett döntött. Steven Adler helyére Matt Sorum került, aki korábban a The Cult dobosa volt. Adler később beperelte a zenekart, mert állítása szerint rászoktatták a heroinra. Utolsó fellépése a Guns N' Roses-szal a Farm Aid koncerten volt Indianapolis-ban. A zenekar elsőként itt adta elő a Civil War című dalt.

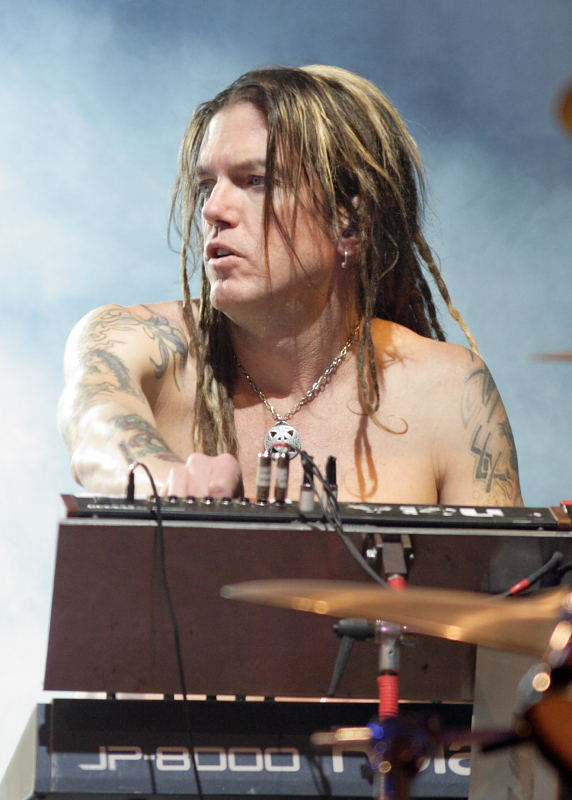
Dizzy Reed billentyűs 1990 óta a GN'R tagja.

Júniusban megjelent a Knockin’ on Heaven’s Door a Days Of Thunder (Mint a villám) című film betétdalaként. A Lies megjelenése óta az első saját szerzeményű Guns N' Roses dal, a Civil War megjelenik egy jótékonysági CD-n, melynek címe: Nobody's Child: Romanian Angel Appeal volt.
Közben elkezdtek új dalokat írni, melyek stúdiómunkálatai szeptemberben be is fejeződtek. Az album címét – GN'R Sucks, BUY Product ötletek után – elhatározzák, hogy Use Your Illusion-re fogják elkeresztelni. Rose az ötletet Mark Kostabi festményéről vette. Ezt követően gondok támadtak a kiadvány formátumával kapcsolatban, ugyanis a 36 új dal nem fért fel egy CD-re, így a zenekar 4 CD-t akart kiadni egy csomagban. A Geffen kiadó azonban elvetette ezt az ötletet, mondván az túl drága lenne a rajongóknak. Végül megegyeztek, hogy kiadnak két CD-t egy napon, és egy harmadikat, majd valamikor később.
1990. november 9-én Rose, Slash, McKagan, Sebastian Bach, James Hetfield, Kirk Hammett és Lars Ulrich a RIP magazin buliján a Hollywood Palladium-ban lépett fel. GAK-nek hívták magukat az elhangzott dalok pedig az alábbiak voltak: You're Crazy, For Whom The Bell Tolls, Piece of Me, Hair Of The Dog, Whiplash (1) és Whiplash (2). Axl a Piece of Me-ben és a Hair Of The Dog-ban énekelt..
1991-ben Alan Nivent, a csapat menedzserét kirúgták, helyét Doug Goldstein vette át.
1991. január 20-án és 23-án a zenekar Rio de Janeiro-ban lépett fel a Rock in Rio II fesztiválon. Ezek voltak Matt Sorum és Dizzy Reed első fellépései a zenekarral. A két fellépés alatt összesen 260.000 ember előtt léptek fel.
1991 májusában megkezdték első önálló világ körüli turnéjukat. A fellépések előzenekara a Skid Row volt.
1991 júliusában jelent meg a You Could Be Mine, az első kislemez a megjelenő Use Your Illusion albumokról.
A dal egyben a Terminátor 2. – Az ítélet napja betétdala volt és Arnold Schwarzenegger is feltűnik a videóklipben.
1991. július 2-án újabb botrányos koncertet adtak St. Louis-ban, a Riverport Performance Arts Centre-ben: Rose kiszúrta, hogy valaki a nézőtérről fényképeket készít. A biztonsági emberek nem engedelmeskedtek Rose-nak és nem dobták ki a fotóst a nézőtérről, ezért ő maga ugrott a közönség közé. Amikor visszatért a színpadra, a biztonsági embereket okolta és elhagyta a színpadot. Ezt követően őrjöngés tört ki a nézőtéren. A zenekar folytatni kívánta a koncertet, de azt tanácsolták nekik, hogy ne tegyék. A zenekar felszerelése tönkrement, Rose-t pedig azzal vádolták, hogy tömegverekedést szított.
A zenekar és Rose közötti feszültségek tovább erősödtek, főleg a frontember állandó késései miatt. Szeptemberben a zenekar fellépett az MTV Video Music Awards-on, melyet élőben közvetítettek.
1991 szeptemberében megjelent a zenekar addigi legambiciózusabb vállalkozása, a 2 CD-s Use Your Illusion. A két lemez a Billboard lista első, illetve második helyén debütált, így rekordot állítottak fel. Az albumok 108 hetet töltöttek a listán. A lemez tovább tágította zenei horizontjukat, előtérbe kerültek a billentyűs hangszerek, az epikus, progresszívabb felépítésű dalok.
A kiadványról több videóklipet is forgattak, valamint kislemezt is kiadtak. A Don't Cry, a November Rain és az Estranged klipjei nagy sikerrel futottak a zenecsatornákon. Az Estranged a valaha készült legdrágább zenei videó lett, és sokan kritizálták a nagy területeket és a drága képanyagot (főleg az óceáni felvételeket). Szerintük túl extravagáns volt és sok zenei kritikus ezt Axl Rose növekvő egójának és a zenekar rocksztár-túlzásainak tudta be. Ez ellen az együttes erősen tiltakozott, valamint az is erős kritikai tényező volt, hogy Rose a videóban Charles Manson-pólót visel.
A November Rain című ballada 3. lett az USA-ban, és az MTV legsikeresebb videójává vált. Az 1992-es MTV Video Music Awards-on pedig megnyerte a legjobb operatőri díjat. A díjkiosztó show-n, a zenekar Elton John zongorakíséretében adta elő a dalt. A lemez kiadását követően a zenekar megkezdte a 28 hónapig tartó Use Your Illusion turnét. A körút anyagi és időbeli hosszúságát tekintve is rekordokat döntött.
Izzy Stradlin azonban egyre kevésbé érezte jól magát Rose viselkedése és egoizmusa miatt, így novemberben bejelentette távozását. Utolsó fellépése a zenekarral 1991. augusztus 31-én volt a londoni Wembley Stadionban, 72 000 ember előtt. Rose Izzy helyére Dave Navarrót szerette volna állítani, de végül Slash révén Gilby Clarke lett az utód.

#### Use Your Illusion világturné
1991 decemberében a turné az Egyesült Államokban zajlott, ahol az előzenekar a Soundgarden volt. A Worcester-i koncert volt az első fellépés, ahol a Guns N' Roses háttérénekeseket és fúvósokat alkalmazott. A csapat tizenhárom főre duzzadt.
1991. december 9, 10, 13-án a zenekar háromszor lépett fel a Madison Square Gardenben New Yorkban.
December 31-én egy szilveszteri koncertet adtak a Joe Robbie Stadion-ban Miamiban.
1992 februárjában három koncertet adtak az 55 000 fős japán Tokyo Domeban. A felvételekből VHS majd DVD felvétel is készült. A médiában nagy hangsúlyt fektettek a botrányokra, Rose révén későn megkezdett koncertekre, vagy politikai nyilatkozataira.
1992 áprilisában felléptek a Freddie Mercury emlékkoncerten a Wembley-ben. Eredetileg 3 dalt játszottak volna, de technikai problémák miatt csak kettőt adtak elő (Paradise City, Knockin' On Heaven's Door). Axl Elton John-nal előadta a Bohemian Rhapsody-t, a Queen-nel pedig a We Will Rock You-t. Slash pedig a Queen tagjaival és a Def Leppard énekesével Joe Eliottal a Tie Your Mother Down-t adta elő.
Rose eredetileg azt akarta volna, hogy a Nirvana nyisson nekik a turnén, de Kurt Cobain visszautasította az ajánlatot, és negatív megjegyzéseket tett a Guns N' Rosesról.
1992 májusában bejelentették, hogy a nyáron a Metallica is csatlakozik a turnéhoz.
Májusban európai koncertek következtek, felléptek Prágában, Budapesten (Népstadion), Berlinben, Stuttgartban, Kölnben. A fellépéseket olyan hírességek is nyomon követték, mint a U2 vagy a Scorpions tagjai. A párizsi koncerten pedig fellépett velük Lenny Kravitz, Steven Tyler és Joe Perry.
Július 17-én kezdődött a Metallica-turné Washingtonban. Több helyszínen is a Faith No More nyitotta a koncerteket. A Giant stadionban megrendezésre kerülő koncerten Rose-nak torokfájása támadt, és az orvosok megállapították, hogy a következő három koncertet le kell mondaniuk.
Augusztus 8-án a montreali Olimpiai Stadionban tartott koncerten a Metallica frontemberének James Hetfieldnek, a színpadi pirotechnika miatt megsérült a keze. A súlyos égési sérülések miatt a zenekar kénytelen volt megszakítani a koncertet. Így az egyre nyugtalanabb közönség a Guns N' Roses fellépésére várt. A zenekar azonban nem korábban lépett a színpadra, hanem az eredeti időpontnál három órával később. Ráadásul Rose a 2 órás műsoridő helyett már 90 perc után levonult. A koncert végül óriási botrányba csapott át, miután a feldühödött tömeg autókat, üvegeket tört össze, lámpaoszlopokat döntött ki.

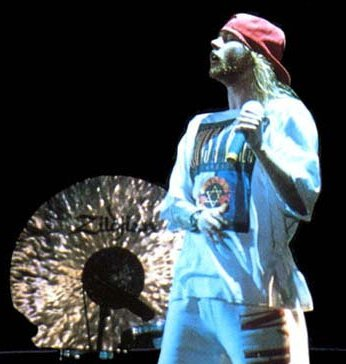
Axl Rose egy Izraeli koncerten.

A körút folyamán a zenekar továbbra is rendszeresen élt drogokkal, Slash az egyik alkalommal túladagolta magát és a szíve nyolc percre leállt, de végül sikerült újraéleszteni.
Szeptember végén a Faith No More kilépett a turnéból, a hátralévő koncerteken a Body Count és a Motörhead lépett fel helyettük. Novemberben Caracasban léptek fel, ahol megdöntötték az addigi nézőszám rekordot. Novemberben és decemberben dél-amerikai helyszíneken folytatódott tovább a turné.
1993 májusában Izraelben léptek fel, ahol megdöntötték az addigi nézőszámrekordot, a koncerten pedig az ekkor sérült Gilby Clarke helyett újra Izzy Stradlin játszott a ritmusgitáron. A turné utolsó állomása Buenos Airesben volt, 1993. július 17-én. A turné végül óriási sikert aratott, 50-120 000 ezres stadionokban zajlott le, és több mint két évig tartott. 1993 szeptemberében a zenekar peren kívüli megegyezés keretében 2,5 millió dollárt fizetett Steven Adler-nek az 1991 októberében indult per folyományaként.

#### "The Spaghetti Incident?"
1993. november 23-án megjelent a punk és glam rock feldolgozásokat tartalmazó albumuk a “The Spaghetti Incident?”. A lemez a Billboard 200 negyedik helyén debütált, és a korábbi albumoknál kevésbé fogyott. A zenekar tagjainak tiltakozása ellenére Rose feltetette az albumra a Look at Your Game, Girl című Charles Manson-dal feldolgozását. A CD-n nem volt feltüntetve a dal, a 12. szám végén, a csend után kezdődik el. 2000 elején Rose elmondta, hogy leveteti a dalt az album újra kiadása során, mivel szerinte a kritikusok és a média is tévesen értelmezte azt.

### Hanyatlás (1994–1998)
1994. január 20-án Axl Rose Bruce Springsteen-nel előadja a Come Together-t a Rock and Roll Hall of Fame-ben (Halhatatlanok csarnoka). Ez Axl utolsó nyilvános fellépése 1998. februári letartóztatásáig. A zenekar és Rose kapcsolata tovább romlott, a dalszerzés és a próbák lelassultak, vagy elmaradtak. Duff kórházba került a hosszan tartó és intenzív kábítószer és alkohol fogyasztása miatt. Júniusban Gilby Clarke-ot kirúgták a zenekarból. Augusztusban Slash fellépett Paul Rodgers-szel a Woodstock '94 fesztiválon, majd a zenekar stagnálása következtében megalapítja a Slash’s Snakepitet. Decemberben megjelent a Rolling Stones Sympathy for the Devil című számának a feldolgozása kislemezen. A szám az Interjú a vámpírral című film betétdala volt. Ez volt az utolsó olyan Guns N' Roses felvétel, melyen együtt szerepelt, Rose, McKagan, Slash és Sorum. A dal ritmusgitáros témáit Rose kérésére Paul Tobias játszotta fel, mely tovább fokozta az ellentéteket.
1996. október 30-án Slash bejelentette távozását. Önéletrajzában így emlékezik döntéséről:
| „       | Az egész arról szólt, hogy Axl akart irányítani, de annyira, hogy mi már fuldokoltunk. Amióta összeálltunk, minden tőlem telhetőt megtettem annak érdekében, hogy a Guns N' Roses legyen a világ legjobb bandája. Szívem-lelkem beletettem mindenbe, amit csináltunk, és semmit sem bánok. Olyan dolgokat csináltunk, amikről más bandák csak álmodnak; néhány év alatt elértük azokat a célokat, amiket mások, az olyanok, mint a Stones, csak évtizedek alatt tudtak megközelíteni. Nem szeretek hencegni, de ennyi idő alatt a rock and roll történetében még senki sem ért el annyi mindent, mint mi. Miután hosszú ideig azon dolgoztam, hogy a banda azzá váljon, amivé lett, búcsút mondtam az egésznek. Olyan furcsa volt, mintha kilőttek volna az űrbe. De miután megtettem, úgy éreztem, leemelték a vállamról a súlyokat, kivették az ólmot a cipőmből. | ” |
| – Slash | |   |

Slash helyére a Nine Inch Nails gitárosa Robin Finck került, aki aláírt egy kétéves szerződést, így hivatalosan is ő lett a zenekar új gitárosa.
1997 januárjában Rose megvásárolta a Guns n' Roses név használati jogát. Áprilisban kirúgta Matt Sorum dobost, Duff pedig augusztusban távozott. Így Rose-on kívül már senki nem volt az eredeti tagságból. Duff helyét Tommy Stinson vette át, Sorumot rövid ideig Chris Vrenna, majd Josh Freese helyettesítette. 1998-ban újabb személycserék következtek, zenészek jöttek-mentek, de kialakult egy stabil tagság is, melyet Rose, Dizzy Reed, Stinson és Chris Pitman multiinstrumentalista alkotott.
Közben Rose körül a botrányok továbbra is állandóak voltak, börtönbüntetések és bírságok jellemezték életét.
1999 novemberében megjelent a Live Era: ’87–’93 koncertlemez, melynek hanganyagát az Appetite for Destruction és az Use Your Illusion turnék alatt rögzítették.
Közben folytak a munkálatok az 1994 óta készülő Chinese Democracy című albumon, mely a New York Times szerint 2005-ig több mint 13 millió dollárt emésztett fel.
Robin Finck elhagyta a zenekart, hogy újra csatlakozzon régi csapatához a Nine Inch Nails-hez.
1999 szeptemberében megjelent egy új Arnold Schwarzenegger film, az End of Days (Ítéletnap) előzetese, melyben rövid részlet hallható a Guns n' Roses akkori legfrissebb dalából, az Oh My God-ból. Az előzetest az 1999-es MTV Video Music Awards-on mutatták be. A számban Tobias és Finck mellett részt vett Dave Navarro és Axl gitároktatója Garry Sunshine is.
1999 decemberében a Guns n' Roses menedzsment cége, a Big F D perelte a korábbi tagokat, Slash-t és Duff McKagan-t, akik állítólag pénzzel tartoztak neki.
Időközben a kilépett Finck helyét az avant-garde gitár virtuóz Buckethead váltotta fel, míg Josh Freese dobost pedig a Primus tagja Bryan Mantia helyettesítette.

### Az új Guns N' Roses
2000 decemberében bejelentették, hogy a Guns N' Roses az új felállásában koncertet ad a House Of Blues-ban, Las Vegas-ban újév első napján. Időközben visszatért Robin Finck gitáros, a zenekar pedig 2001 januárjában fellépett a Rock in Rio fesztiválon 200 000 ember előtt Rio de Janeiro-ban. A két koncertet jól fogadták, és a régi dalok mellett, elhangzottak újak is a készülő lemezről. Ezt követően tervbe vettek egy Európa turnét, de ezt végül májusban lemondták. Ugyancsak a tervek közt szerepelt egy Live In Las Vegas 2001 című DVD/VHS kiadása is, de végül a megjelenését elhalasztották (azóta sem jelent meg).
Novemberben a Guns N' Roses lemondta európai turnéját, ami Arnhem-ben kezdődött volna, december 2-án.
2001. december 29-én és december 31-én a zenekar a Las Vegas-i Hard Rock Hotel-ben lépett fel. Slash szeretett volna elmenni a koncertekre, de a fellépés előtt a menedzsment tagjai azt javasolták neki, hogy ne tegye.
2002 júliusában Paul Tobias elhagyta a zenekart.
2002 augusztusában Ázsia és Európa szerte felléptek különböző fesztiválok főzenekaraként. Játszottak többek között a Summer Sonic fesztiválon Japánban. A fesztivált két különböző helyszínen tartották, két egymást követő napon, augusztus 17-én és 18-án Tokióban és Oszakában. 23-án pedig a Carling Leeds Festival-on léptek fel. Ezt követően észak-amerikai turnét terveztek, mely utoljára 1993-ban volt. A nyitó vancouveri fellépést törölték, majd a New York-i és a philadelphiai koncertek is lemondásra kerültek, a rajongók felháborodására.
Ezt követően szünetet tartottak a 2004-es Rock In Rio IV fesztiválig, azonban Buckethead kilépése miatt lemondani kényszerültek a fellépést. Mivel az új lemez a Geffen sürgetésének ellenére sem akart elkészülni, ezért a kiadó megjelentette a Greatest Hits című válogatás lemezt. Az album a brit albumlista első helyéig jutott, a Billboard 200 listán pedig a harmadik helyet foglalta el, csak az Egyesült Államokban 4,5 millió darabot adtak el belőle. Axl Rose megpróbálta meghiúsítani az album kiadását, perbe bocsátkozott, mivel szerinte a válogatás elvonná a figyelmet a hamarosan elkészülő új Guns N’ Roses albumról a Chinese Democracy-ról, és így többet vennének meg a válogatásból, az új lemez pedig észrevétlen maradna.
2006 februárjában új dalok demóverziói kerültek ki az internetre (Catcher in the Rye, IRS, There Was a Time). A kiadó, Rose és a zenekar menedzsere követelte, hogy az MP3 fájlokat, dalszövegeket, el kell távolítani a weboldalakról. Ennek ellenére a rádiók is elkezdték játszani az IRS-t, így az a Radio & Records listájára is felkúszott.
Május 5-én Rose interjút adott Sebastian Bachnak a Friday Night Rocks Eddie Trunk rádióműsorban, és kijelentette, hogy a készülő lemez az év végén meg fog jelenni. A hónap végén kisebb Európa turnéra indultak, felléptek a Download és a lisszaboni Rock In Rio fesztiválok főbandájaként is. Játszottak New Yorkban is a Hammerstein Ballroom-ban, hogy a 2002-ben elhalasztott koncertet bepótolják. A távozó Buckethead helyén ekkortájt Ron Thal (Bumblefoot) gitárvirtuóz játszott. A turné során pár fellépés erejéig gyakori vendég volt az egykori társ Izzy Stradlin és Sebastian Bach (ex-Skid Row) énekes is.

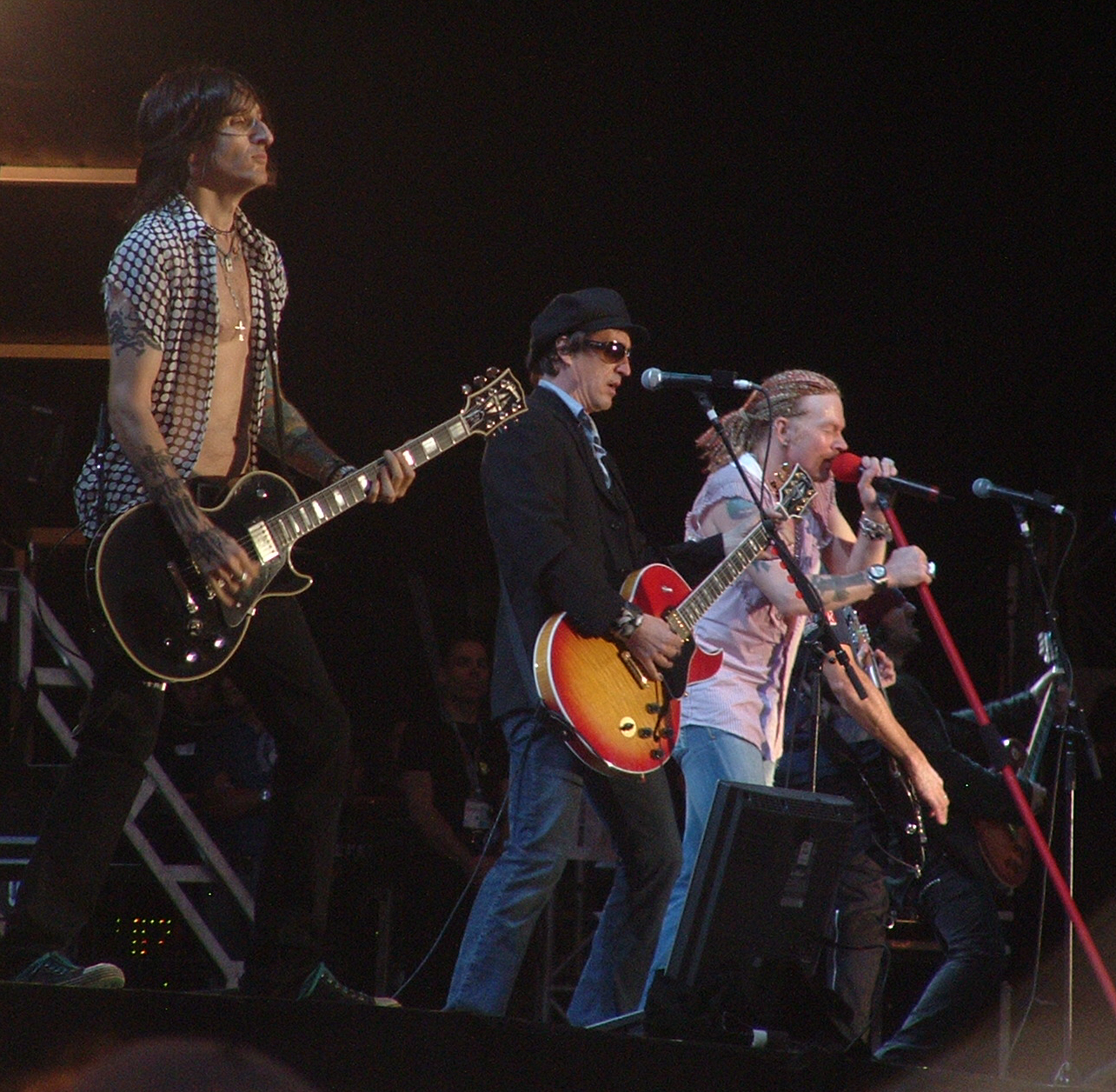
A Guns N' Roses a 2006-os Download fesztiválon. Vendégként Izzy Stradlin is látható.

2006 szeptemberében észak-amerikai turnéra került sor, mely október 24-én Miamiban kezdődött. Bryan Mantia családi okokra hivatkozva (gyermeke született) kilépett, helyére Frank Ferrer került. Még ebben a hónapban a Rolling Stone megjelentetett egy cikket, mely közölte, hogy Andy Wallace fogja megkeverni az albumot.
Decemberben Rose nyílt levélben tudatta a rajongókkal, hogy kirúgta Merck Mercuriadis menedzsert, az album következő megjelenési időpontját pedig 2007. március 6-ra datálta.
2007. február 8-án a Beverly Hills-i Rodeo Drive Walk of Style ünnepségen előadtak két dalt (Knockin' on Heaven's Door és Sweet Child o' Mine). Február 23-án bejelentették, hogy az album felvételei befejeződtek, és hozzálátnak a keveréshez. Így a tervezett megjelenési időpontban ismét nem jelent meg az új lemez.

#### A közelmúlt eseményei
2007. május 4-én három dal kiszivárgott az internetre: az IRS frissített változata, a The Blues és a címadó dal. Mindhárom dalt már előadták korábban az élő fellépések alkalmával. Ezt követően kezdetét vette a Chinese Democracy Világturné Mexikóban, majd Ausztráliában, és Japánban. A turné Oszakában ért véget. A körút során a zenekar tagságát Axl mellett, Robin Finck, Ron Thal és Richard Fortus gitárosok, Tommy Stinson basszusgitáros, Dizzy Reed és Chris Pitman billentyűsök és Frank Ferrer dobos alkotta.
2007. november 20-án megjelent Sebastian Bach Angel Down című lemeze, melyen Axl Rose is szerepelt három számban. 2008. március 27-én bejelentették, hogy Irving Azoff és Andy Gould irányításával folytatják a további munkát. 2008. április 11-én Robin Finck újra csatlakozott az NIN-hez. Júniusban már összesen kilenc dal szivárgott ki a lemezről, melyek közül hat már korábban is hozzáférhetővé vált. 2008-ban a Harmonix és az MTV Games hivatalosan is bejelentette, hogy "kibocsát" egy új dalt a készülő nagylemezről. A Shackler's Revenge című dal a Rock Band 2 című új videójátékban szerepelt.
Augusztus végén különböző találgatások vették kezdetét az album megjelenési időpontjáról. Végül a Best Buy, és az Interscope Geffen A&M Records hivatalos sajtóközleményében bejelentette, hogy a lemez megjelenési időpontja november 23-ára várható. A rocktörténelem egyik legjobban várt lemeze végül tényleg megjelent és számos országban az első helyen debütált. A Billboard 200-on a harmadik helyezett lett, továbbá három kislemezt jelentettek meg róla (Chinese Democracy, Better, Street of Dreams). Világszerte több mint 6 millió példányban kelt el.
Időközben egyre többet lehetett hallani olyan pletykákról, hogy összeáll a régi zenekar, ezeket azonban Rose tagadta. 2009 márciusában Robin Finck helyére DJ Ashba került.

#### Chinese Democracy világturné 2009/2010
2009. szeptember 14-én a zenekar bejelentette, hogy négy koncertet fognak adni Ázsiában. Az első show december 11-én volt Tajpejben, és ez volt a zenekar első fellépése a lemez megjelenése óta, továbbá Axl Rose nyilvános megjelenése is 2007 júniusa óta. December 19-én a Tokyo Dome-ban léptek fel ahol a leghosszabb koncertjüket adták, 3 óra 37 perces játékidővel. A létesítmény történetében is ez volt a leghosszabb koncert, ahol az új album dalai mellett elhangzottak a régi klasszikusok is, valamint egy AC/DC és egy Dead Boys feldolgozás is. Ez volt az utolsó ázsiai előadás.
2010 januárjában Kanadában folytatódott a turné, felléptek az MTS Centre-ben. Az előadásról a Rolling Stone pozitív kritikát fogalmazott meg.
Január 16-án Calgary-ben léptek fel, ahol csatlakozott hozzájuk Mike Smith (Bubbles) is. A január 19-ei Saskatoon-i koncert érdekessége az volt, hogy a Paradise City-t 2007 óta első alkalommal nem játszották el a ráadásban.
Dale Resteghini kliprendező bejelentette, hogy a csapat dél-amerikai turnéjáról készít felvételeket, mivel Rose azt akarta, hogy a videók az elkövetkezendő években is támogassák majd az új lemezt.
Március 13-án a São Paulo-i Palestra Itália stadionban léptek fel, 40 000 rajongó előtt, ahol Rose-t eltalálta egy színpadra dobott üveg és a show egy pillanatra félbeszakadt. Két nap múlva a limai koncerten ugyanez az incidens megismétlődött.
Ezt követően főzenekarként léptek fel a Reading és a Leeds Fesztiválokon. A világ körüli turné tovább folytatódott. Manapság is folyamatosak a pletykák egy esetleges újraegyesülésről, a lehetőséget azonban minden fél elveti. Slash szerint egy újjáalakulással több százmillió dollárt kaszálhatnának, de erre szerinte nincs sok esély.
2010 májusában Axl Rose 5 millió dollárra perelte Irving Azoffot, a zenekar korábbi menedzserét, mondván Azoff szabotálta a Guns N' Roses visszatérő albumát és hazudott egy esetleges "szuper turnéról" a Van Halennel (Azoff őket is menedzselte), amely része volt Azoff tervének, mely szerint egyesíti a Guns N' Roses korábbi felállását. Rose azt mondta, hogy Azoff elrontotta a 'Chinese Democracy' népszerűsítésére tett intézkedéseket is.
2010. május 31-én megkezdték európai turnéjukat Bergenben, Norvégiában.
2015 végén bejelentették hogy a zenekar újra koncertezni fog. Ebben a projektben 3 alapító tag vesz részt : Axl Rose, Slash és Duff McKagan. Az alapító trió mellett maradt Frank Ferrer dobos, Richard Fortus gitáros, és Dizzy Reed billentyűs, ugyanakkor Chris Pitman helyét, az együttes első teljes jogú női tagjaként, Melissa Reese vette át.
2025-ben doboscsere történt: Frank Ferrer helyét Isaac Carpenter vette át.

### Következő album
1999-ben Kurt Loder egy telefonos interjúban elmondta az MTV-nek, hogy Rose és az akkori Guns N' Roses felvett egy dupla albumnyira való anyagot. 2006 februárjában Rose egy a Rolling Stone-nak adott interjújában elmondta, hogy jelenleg 32 dalon dolgoznak. Amikor megjelent egy üzenet a rajongóknak az interneten 2008 decemberében, (a Chinese Democracy megjelenése után, ugyanis a lemez az év novemberében jelent meg) Rose írt egy lehetséges jövőbeni albumról. Az üzenet közben pedig megadott néhány dalcímet, amiken dolgozik: "Elvis Presley and the Monster of Soul" ("Soul Monster", régi címe a "Leave Me Alone"), "Atlas Shrugged", "Seven", "The General", "Thyme", "Ides of March", "Berlin" (régi cím: "Oklahoma"), "Zodiac", and "Down by the Ocean"(társ-író a korábbi tag Izzy Stradlin). Azt is elmondta, hogy a "Soul Monster" lesz a zenekar "leg-Black Sabbath"-osabb momentuma. 2007-ben Sebastian Bach egy interjúban elmondta, hogy a "The General" nagyon kemény hangzású és sikító ének van benne, és még azt is elmondta, hogy ez a folytatása lesz az 1991-es balladának az Estrangednek.

## Zenei stílus
A Guns N' Roses zenéjében a hard rock, a blues, a stadion rock, a glam metal a punk és a klasszikus rock and roll keveredik. A kezdeti nyers hangvétel mellett folyamatosan előtérbe kerültek az akusztikus gitárok, fúvósok, billentyűs hangszerek is. Az egyszerű dalszerkezeteket epikus, összetettebb kompozíciók váltották fel, persze a hard rock elemek megtartása mellett. A legutóbbi lemezen (Chinese Democracy) pedig az indusztriális elemek hatása is teret kapott. Saját bevallásuk szerint legfőbb inspirációs forrásként az alábbi zenekarok voltak rájuk hatással: Hanoi Rocks, Queen, AC/DC, The Rolling Stones, Rose Tattoo, Led Zeppelin, Aerosmith, New York Dolls.

## Kritika és elismerés
A zeneiparban számos zenész beszél róluk elismerően, Ozzy Osbourne például egyszer "a következő Rolling Stones-nak" nevezte őket.
- A VH1 a 100 legjobb hard rock előadó szavazásán a 9. helyre sorolta őket.
- 2001-ben az Appetite for Destruction szerepelt a Q magazin "Minden idők 50 legzúzósabb albumának" listáján.
- 2003-ban a VH1-től Minden idők 42. legjobb albuma minősítést kapta meg az Appetite for Destruction.
- A Kerrang! nemrégiben összeállított egy "Minden idők 100 legjobb rock albuma" nevű listát, amin az Appetite for Destruction az első helyen áll.[18]
- 2004-ben a Metal Hammer magazin olvasói az Appetite-t szavazták meg minden idők legjobb rock lemezének.
- 2012-ben az együttest beiktatták a Rock and Roll Hall of Fame legendái közé.

A zenekar számos negatív kritikát is kapott. Botrányos alkohol és kábítószer-fogyasztásuk, valamint Axl Charles Manson pólója miatt gyakorta szerepeltek a médiában, ahol azzal vádolták őket, hogy ténykedésük negatív befolyást gyakorol a fiatalokra.
A frontember Axl Rose ma is állandó viták és kritikák tárgya, mivel rajta kívül az összes alapító tag elhagyta a zenekart. Kritizálják többek közt azért, mert 1994 óta nem tartott sajtótájékoztatót, valamint egyszer azt állította, hogy bipoláris zavarban szenved. Zenei kritikusok és rajongók egyaránt Rose-t hibáztatják az eredeti csoport felbomlásáért, és általában megkérdőjelezik az állandó tagcseréket is személye körül.

## Az együttes tagjai
Jelenlegi tagok
- Axl Rose – ének, zongora (1985–napjainkig)
- Slash – szólógitár (1985-1996, 2016–napjainkig)
- Duff McKagan – basszusgitár, ének, vokál (1985-1997, 2016-tól napjainkig)
- Dizzy Reed – billentyűs hangszerek, zongora, szintetizátor, vokál (1990–napjainkig)
- Melissa Reese – billentyűs hangszerek programozás, elektronika, vokál (2016–napjainkig)
- Richard Fortus – ritmusgitár (2002–napjainkig)
- Isaac Carpenter – dob (2025-napjainkig)

## Diszkográfia
- 1987 – Appetite for Destruction
- 1988 – G N’ R Lies
- 1991 – Use Your Illusion I
- 1991 – Use Your Illusion II
- 1993 – “The Spaghetti Incident?”
- 2008 – Chinese Democracy

## Díjak és jelölések
A Guns N' Roses összesen négy díjnál szerzett jelölést vagy nyerte meg az adott díjat. Ez a négy díj az American Music Awards, a Grammy Awards, az MTV Video Music Awards és a World Music Awards. Az American Music Awards-on nyolcszor jelölték valamilyen kategóriában és négyszer tudta megnyerni az egyik trófeát. A Grammy-t egyszer sem sikerült megnyerniük, viszont van három jelölésük. Az MTV Video Music Awards-nál ugyanaz a helyzet, mint az American Music Awards-nál: négy nyert, négy pedig nem. A World Music Awards-on két jelölésből kettőt nyertek.
Így összesen 10 díjat nyertek meg és huszonegyszer jelölték őket valamilyen díjra.